# A fondo con (programa de televisión)
A fondo con es un programa de televisión del canal FUTV. Es conducido por el periodista Gabriel Vargas.
El programa es pregrabado y se transmite los viernes a las 20:00 h, con repeticiones los sábados a las 7 a. m., 10 a. m. y 8 p. m.; y el domingo a las 6 a. m., 1 p. m. y 7 p. m.
El viernes 25 de marzo de 2022 el programa cumplió 100 emisiones. El invitado fue el futbolista cubano Marcel Hernández.

## Transmisión
- Costa Rica: FUTV

## Presentadores
- Gabriel Vargas